# 문법
문법(文法)은 언어의 사용과 관련된 규칙들을 연구하는 학문이다. 또한 어느 특정 언어와 관련된 규칙들을 그 언어의 문법이라고 부르기도 한다. 그러므로, 각 언어마다 고유의 문법이 있다고 말할 수 있다. 문법은 언어의 총체적 연구인 언어학의 일부분이며, 말본이라고도 한다.
언어학의 하부분야로는 음성학, 음운론, 의미론, 형태론, 구문론, 화용론 등이 있고, 문법은 이 모두를 다룬다.  언어학 외의 분야에서 일반적으로 문법은 통사론(구문론)이나 문장에 관한 규정 문법을 의미하는 경향이 있다.

## 목적
문법의 목적은 문자 및 문장의 사용을 정확하게 함으로써 사람들이 통일성있게 규칙에 따라 읽고 쓰고 말하고 들음으로써 의사소통을 원활하게 하는 데 있다.

## 종류
- 규정 문법은 특정 언어에 대한 규범을 제시하며, 비표준적인 구문은 지양한다.  규정 문법은 보통 언어집단에서 위세를 지닌 사람들의 방언을 기반으로 하고 있으며, 사회경제적으로 낮은 위치에 있는 집단에서 흔히 사용되는 표현(예를 들면 짜장면, 그닥 등등)을 특정비난하곤 한다. 규정 문법은 외국어 교육과 같은 분야에서는 흔히 보이지만, 현대 언어학계에서는 큰 비중을 차지하지는 못한다. 실제 언어 사용의 일부분만을 다루고 있기 때문이다.

- 기술 문법은 실제의 언어사용을 기록 규정적 가치판단은 유보하려 한다. 기술 문법은 특정 언어 집단을 다루면서, 그 집단 내부에서 문법적으로 옳다고 여기는 모든 발화에 대해 규칙을 제공 - 예를 들면 한국어의 방언 중 다수에서 두음 경음화 현상 등- 규정적인 한국어 문법의 관점에서 보면 이는 옳지 않다.

- 형식 문법은 컴퓨터 프로그래밍 언어 등~ 특정 목표를 위해, 정확하게 정의된 문법인 반면, '생성 문법'이란 자연어의 바른 표현을 "생성"할 수 있는 형식으로, 언어학 이론의 한 분야이다. 이는~ 노엄 촘스키로 인해 유명해졌으며, '변형 문법'도 포함되는데, ~ 촘스키 식 방법으로 형성된 자연어 문법을 주로 의미하는 포괄적인 용어로, 보다 더 구체적인 용어로는 변형생성 문법이 사용되며 이들은 일반적으로 서로 같은 의미로 다루어진다.

## 같이 보기
- 언어유형학
- 통사론